# Repêchage de la Ligue majeure de baseball 2012
2011 2013
Le repêchage de la Ligue majeure de baseball 2012 se tient du 4 au 6 juin 2012. Il s'agit de la 48e présentation du repêchage des joueurs amateurs, un événement annuel présent dans tous les sports collectifs nord-américains, comparable à une bourse aux joueurs, où les équipes sélectionnent des sportifs issus de l'université ou de l'école secondaire.

## Ordre de sélection
L'ordre de sélection du repêchage 2012 est déterminé par les classements de la saison 2011. La moins bonne formation, les Astros de Houston en l'occurrence, choisit la première et les 29 autres clubs sont classés en ordre décroissant selon leurs performances de la saison de baseball précédente. L'ordre peut cependant varier selon les sélections que certains clubs sont tenus de céder à un autre en guise de compensation pour la perte d'un agent libre durant l'intersaison ou en compensation pour l'incapacité à mettre sous contrat un joueur repêché l'année précédente.

## Loterie
La nouvelle convention collective entérinée en novembre 2011 par la Ligue majeure de baseball et l'Association des joueurs prévoit un nouveau système de loterie, appelée en anglais Competitive Balance Lottery et destiné à offrir une aide supplémentaire aux franchises les moins fortunées. Cette loterie a lieu en juillet 2012 et offre 6 sélections supplémentaires qui sont distribuées parmi 13 équipes prédéterminées par la MLB. Les franchises gagnantes utiliseront ces choix pour réclamer des joueurs au repêchage de 2013. Une loterie aura lieu pour les 10 équipes jouant dans les 10 plus petits marchés du baseball majeur, et une autre pour les 10 équipes aux revenus annuels les moins élevés. Le système d'attribution des chances tient aussi compte de leurs performances de la saison 2012. Les 13 équipes éligibles à l'une ou l'autre de ces loteries en 2012 sont : Arizona, Baltimore, Cincinnati, Cleveland, Colorado, Kansas City, Miami, Milwaukee, Oakland, Pittsburgh, San Diego, Saint-Louis et Tampa Bay.

## Premier tour de sélection
| Rang | Joueur           | Équipe                    | Position         | Provenance                                                   |
| ---- | ---------------- | ------------------------- | ---------------- | ------------------------------------------------------------ |
| 1    | Carlos Correa    | Astros de Houston         | Arrêt-court      | Puerto Rico Baseball Academy (Gurabo, Porto Rico)            |
| 2    | Byron Buxton     | Twins du Minnesota        | Voltigeur        | Appling County High School (Baxley, Géorgie)                 |
| 3    | Mike Zunino      | Mariners de Seattle       | Receveur         | Université de Floride                                        |
| 4    | Kevin Gausman    | Orioles de Baltimore      | Lanceur droitier | Université d'État de Louisiane                               |
| 5    | Kyle Zimmer      | Royals de Kansas City     | Lanceur droitier | Université de San Francisco                                  |
| 6    | Albert Almora    | Cubs de Chicago           | Voltigeur        | Mater Academy Charter School (Hialeah, Floride)              |
| 7    | Max Fried        | Padres de San Diego       | Lanceur gaucher  | Harvard-Westlake High School (Los Angeles, Californie)       |
| 8    | Mark Appel       | Pirates de Pittsburgh     | Lanceur droitier | Université Stanford                                          |
| 9    | Andrew Heaney    | Marlins de Miami          | Lanceur gaucher  | Université d'État de l'Oklahoma                              |
| 10   | David Dahl       | Rockies du Colorado       | Voltigeur        | Oak Mountain High School (Birmingham, Alabama)               |
| 11   | Addison Russell  | Athletics d'Oakland       | Arrêt-court      | Pace High School (Pace, Floride)                             |
| 12   | Gavin Cecchini   | Mets de New York          | Arrêt-court      | Alfred M. Barbe High School (Lake Charles, Louisiane)        |
| 13   | Courtney Hawkins | White Sox de Chicago      | Voltigeur        | Mary Carroll High School (Corpus Christi, Texas)             |
| 14   | Nick Travieso    | Reds de Cincinnati        | Lanceur droitier | Archbishop McCarthy High School (Southwest Ranches, Floride) |
| 15   | Tyler Naquin     | Indians de Cleveland      | Voltigeur        | Université Texas A&M                                         |
| 16   | Lucas Giolito    | Nationals de Washington   | Lanceur droitier | Harvard-Westlake High School (Los Angeles, Californie)       |
| 17   | D. J. Davis      | Blue Jays de Toronto      | Voltigeur        | Stone County High School (Wiggins, Mississippi)              |
| 18   | Corey Seager     | Dodgers de Los Angeles    | Arrêt-court      | Northwest Cabarrus High School (Concord, Caroline du Nord)   |
| 19   | Michael Wacha    | Cardinals de Saint-Louis  | Lanceur droitier | Université Texas A&M                                         |
| 20   | Chris Stratton   | Giants de San Francisco   | Lanceur droitier | Université d'État du Mississippi                             |
| 21   | Lucas Sims       | Braves d'Atlanta          | Lanceur droitier | Brookwood High School (Snellville, Géorgie)                  |
| 22   | Marcus Stroman   | Blue Jays de Toronto      | Lanceur droitier | Université Duke                                              |
| 23   | James Ramsey     | Cardinals de Saint-Louis  | Voltigeur        | Université d'État de Floride                                 |
| 24   | Deven Marrero    | Red Sox de Boston         | Arrêt-court      | Université d'État de l'Arizona                               |
| 25   | Richie Shaffer   | Rays de Tampa Bay         | Troisième but    | Université de Clemson                                        |
| 26   | Stryker Trahan   | Diamondbacks de l'Arizona | Receveur         | Acadiana High School (Lafayette, Louisiane)                  |
| 27   | Clint Coulter    | Brewers de Milwaukee      | Receveur         | Union High School (Camas, Washington)                        |
| 28   | Victor Roache    | Brewers de Milwaukee      | Voltigeur        | Université de Georgia Southern                               |
| 29   | Lewis Brinson    | Rangers du Texas          | Voltigeur        | Coral Springs High School (Coral Springs, Floride)           |
| 30   | Ty Hensley       | Yankees de New York       | Lanceur droitier | Edmond Santa Fe High School (Edmond, Oklahoma)               |
| 31   | Brian Johnson    | Red Sox de Boston         | Lanceur gaucher  | Université de Floride                                        |
| 32   | José Berríos     | Twins du Minnesota        | Lanceur droitier | Papa Juan High School (Bayamón, Porto Rico)                  |
| 33   | Zach Eflin       | Padres de San Diego       | Lanceur droitier | Hagerty High School (Oviedo, Floride)                        |
| 34   | Daniel Robertson | Athletics d'Oakland       | Arrêt-court      | Upland High School (Upland, Californie)                      |
| 35   | Kevin Plawecki   | Mets de New York          | Receveur         | Université Purdue                                            |
| 36   | Stephen Piscotty | Cardinals de Saint-Louis  | Troisième but    | Université Stanford                                          |
| 37   | Pat Light        | Red Sox de Boston         | Lanceur droitier | Université de Monmouth                                       |
| 38   | Mitch Haniger    | Brewers de Milwaukee      | Voltigeur        | Université d'État polytechnique de Californie                |
| 39   | Joey Gallo       | Rangers du Texas          | Troisième but    | Bishop Gorman High School (Las Vegas, Nevada)                |
| 40   | Shane Watson     | Phillies de Philadelphie  | Lanceur droitier | Lakewood High School (Lakewood, Californie)                  |
| 41   | Lance McCullers  | Astros de Houston         | Lanceur droitier | Jesuit High School (Tampa, Floride)                          |
| 42   | Luke Bard        | Twins du Minnesota        | Lanceur droitier | Georgia Tech                                                 |
| 43   | Pierce Johnson   | Cubs de Chicago           | Lanceur droitier | Université d'État du Missouri                                |
| 44   | Travis Jankowski | Padres de San Diego       | Voltigeur        | Université d'État de New York à Stony Brook                  |
| 45   | Barrett Barnes   | Pirates de Pittsburgh     | Voltigeur        | Université Texas Tech                                        |
| 46   | Eddie Butler     | Rockies du Colorado       | Lanceur droitier | Université de Radford                                        |
| 47   | Matt Olson       | Athletics d'Oakland       | Premier but      | Parkview High School (Lilburn, Géorgie)                      |
| 48   | Keon Barnum      | White Sox de Chicago      | Premier but      | King High School (Tampa, Floride)                            |
| 49   | Jesse Winker     | Reds de Cincinnati        | Voltigeur        | Olympia High School (Orlando, Floride)                       |
| 50   | Matt Smoral      | Blue Jays de Toronto      | Lanceur gaucher  | Solon High School (Solon, Ohio)                              |
| 51   | Jesmuel Valentin | Dodgers de Los Angeles    | Arrêt-court      | Puerto Rico Baseball Academy (San Juan, Porto Rico)          |
| 52   | Patrick Wisdom   | Cardinals de Saint-Louis  | Troisième but    | Saint Mary's College of California (Moraga, Californie)      |
| 53   | Collin Wiles     | Rangers du Texas          | Lanceur droitier | Blue Valley West High School (Stilwell, Kansas)              |
| 54   | Mitch Gueller    | Phillies de Philadelphie  | Lanceur droitier | W. F. West High School (Chehalis, Washington)                |
| 55   | Walter Weickel   | Padres de San Diego       | Lanceur droitier | Olympia High School (Orlando, Floride)                       |
| 56   | Paul Blackburn   | Cubs de Chicago           | Lanceur droitier | Heritage High School (Brentwood, Californie)                 |
| 57   | Jeff Gelalich    | Reds de Cincinnati        | Voltigeur        | Université de Californie à Los Angeles                       |
| 58   | Mitch Nay        | Blue Jays de Toronto      | Troisième but    | Hamilton High School (Chandler, Arizona)                     |
| 59   | Steve Bean       | Cardinals de Saint-Louis  | Receveur         | Rockwall High School (Rockwall, Texas)                       |
| 60   | Tyler Gonzales   | Blue Jays de Toronto      | Lanceur droitier | James Madison High School (San Antonio, Texas)               |

## Compensations
1. ↑  Compensation pour la perte aux Angels de Los Angeles de l'agent libre Albert Pujols
2. ↑  Compensation pour l'incapacité de mettre sous contrat Tyler Beede, 21e choix au total en 2011
3. ↑  Compensation pour la perte aux Tigers de Détroit de l'agent libre Prince Fielder
4. ↑  Compensation pour la perte aux Phillies de Philadelphie de l'agent libre Jonathan Papelbon
5. ↑  Compensation pour la perte de l'agent libre Michael Cuddyer
6. ↑  Compensation pour la perte de l'agent libre Heath Bell
7. ↑  Compensation pour la perte de l'agent libre Josh Willingham
8. ↑  Compensation pour la perte de l'agent libre José Reyes
9. ↑  Compensation pour la perte de l'agent libre Albert Pujols
10. ↑  Compensation pour la perte de l'agent libre Jonathan Papelbon
11. ↑  Compensation pour la perte de l'agent libre Prince Fielder
12. ↑  Compensation pour la perte de l'agent libre C. J. Wilson
13. ↑  Compensation pour la perte de l'agent libre Ryan Madson
14. ↑  Compensation pour la perte de l'agent libre Clint Barmes
15. ↑  Compensation pour la perte de l'agent libre Jason Kubel
16. ↑  Compensation pour la perte de l'agent libre Aramis Ramírez
17. ↑  Compensation pour la perte de l'agent libre Aaron Harang
18. ↑  Compensation pour la perte de l'agent libre Ryan Doumit
19. ↑  Compensation pour la perte de l'agent libre Mark Ellis
20. ↑  Compensation pour la perte de l'agent libre David DeJesus
21. ↑  Compensation pour la perte de l'agent libre Mark Buehrle
22. ↑  Compensation pour la perte de l'agent libre Ramón Hernández
23. ↑  Compensation pour la perte de l'agent libre Frank Francisco
24. ↑  Compensation pour la perte de l'agent libre Rod Barajas
25. ↑  Compensation pour la perte de l'agent libre Octavio Dotel
26. ↑  Compensation pour la perte de l'agent libre Darren Oliver
27. ↑  Compensation pour la perte de l'agent libre Raúl Ibáñez
28. ↑  Compensation pour l'incapacité de mettre sous contrat Brett Austin, 54e choix au total en 2011
29. ↑  Compensation pour la perte de l'agent libre Carlos Peña
30. ↑  Compensation pour la perte de l'agent libre Francisco Cordero
31. ↑  Compensation pour la perte de l'agent libre Jon Rauch
32. ↑  Compensation pour la perte de l'agent libre Edwin Jackson
33. ↑  Compensation pour la perte de l'agent libre José Molina